# Resolutie 1694 Veiligheidsraad Verenigde Naties
Resolutie 1694 van de Veiligheidsraad van de Verenigde Naties werd unaniem door de VN-Veiligheidsraad aangenomen op 13 juli 2006. De resolutie versterkte de politiecomponent van de vredesmissie in Liberia met 125 manschappen en reduceerde de militaire component met eveneens 125 manschappen.

## Achtergrond
Na de hoogtijdagen onder het decennialange bestuur van William Tubman, die in 1971 overleed, greep Samuel Doe de macht. Diens dictatoriale regime ontwrichtte de economie en er ontstonden rebellengroepen tegen zijn bewind, waaronder die van de latere president Charles Taylor. In 1989 leidde de situatie tot een burgeroorlog waarin de president vermoord werd. De oorlog bleef nog doorgaan tot 1996. 
Bij de verkiezingen in 1997 werd Charles Taylor verkozen en in 1999 ontstond opnieuw een burgeroorlog toen hem vijandige rebellengroepen delen van het land overnamen. Pas in 2003 kwam er een staakt-het-vuren en werden VN-troepen gestuurd. Taylor ging in ballingschap en de regering van zijn opvolger werd al snel vervangen door een overgangsregering. In 2005 volgden opnieuw verkiezingen, waarna Ellen Johnson-Sirleaf de nieuwe president werd.

## Inhoud
De Veiligheidsraad herinnerde aan zijn eerdere resoluties, waaronder resolutie 1667. De Veiligheidsraad merkte op dat de secretaris-generaal in zijn rapport aanpassingen aan de UNMIL-missie in Liberia aanbeval, zoals de vorming van een bijkomende politie-eenheid. De Veiligheidsraad kwam tot de conclusie dat de situatie in Liberia de internationale vrede en veiligheid bleef bedreigen. Er werd gehandeld onder hoofdstuk VII van het Handvest van de Verenigde Naties. De Veiligheidsraad besloot de geautoriseerde sterkte van UNMIL's politiecomponent te vergroten met 125 man en de militaire component te verkleinen met 125 man. De Veiligheidsraad besloot actief op de hoogte te blijven.

## Verwante resoluties
- Resolutie 1683 Veiligheidsraad Verenigde Naties
- Resolutie 1689 Veiligheidsraad Verenigde Naties
- Resolutie 1712 Veiligheidsraad Verenigde Naties
- Resolutie 1731 Veiligheidsraad Verenigde Naties

Lijst ·  1652 ·  1653 ·  1654 ·  1655 ·  1656 ·  1657 ·  1658 ·  1659 ·  1660 ·  1661 ·  1662 ·  1663 ·  1664 ·  1665 ·  1666 ·  1667 ·  1668 ·  1669 ·  1670 ·  1671 ·  1672 ·  1673 ·  1674 ·  1675 ·  1676 ·  1677 ·  1678 ·  1679 ·  1680 ·  1681 ·  1682 ·  1683 ·  1684 ·  1685 ·  1686 ·  1687 ·  1688 ·  1689 ·  1690 ·  1691 ·  1692 ·  1693 ·  1694 ·  1695 ·  1696 ·  1697 ·  1698 ·  1699 ·  1700 ·  1701 ·  1702 ·  1703 ·  1704 ·  1705 ·  1706 ·  1707 ·  1708 ·  1709 ·  1710 ·  1711 ·  1712 ·  1713 ·  1714 ·  1715 ·  1716 ·  1717 ·  1718 ·  1719 ·  1720 ·  1721 ·  1722 ·  1723 ·  1724 ·  1725 ·  1726 ·  1727 ·  1728 ·  1729 ·  1730 ·  1731 ·  1732 ·  1733 ·  1734 ·  1735 ·  1736 ·  1737 ·  1738